# Telugu nyelv
A telugu nyelv (తెలుగు) a dravida nyelvcsaládba tartozik. 81 millió ember anyanyelve Dél-Indiában. Ezzel telugu a legnagyobb dravida nyelv és a hindi és a bengáli után India harmadik legnagyobb nyelve.
A telugu nyelv beszélőinek területe szinte pontosan egybeesik az indiai Ándhra Prades és Telangána államokkal, itt a lakosság 84 százaléka beszéli, és hivatalos nyelv. Ezen kívül országos szinten egyike a 22 ún. indiai nemzeti nyelvnek. A legrégebbi nyelvemlék i. sz. 575-ből származik. A legrégebbi irodalmi mű a Mahábhárata egy részének utóköltése az i. sz. 11. századból. Ennek a műnek a szerzője a hagyomány szerint egyben az első szanszkrit nyelven írt Andhrashabdachintamani című telugu-nyelvtan szerzője. A többi dravida nyelvhez hasonlóan a telugut is erősen befolyásolta a szanszkrit, a hinduizmus klasszikus nyelve. A 20. század elejére az írott és beszélt telugu olyannyira eltávolodott egymástól, hogy gyakorlatilag két különböző nyelvről volt szó. A konzervatívok és modernisták közötti hosszas vitázás után jelenleg a korábbi írott változatnak egy, a beszélt változathoz inkább közelítő változata van érvényben, és ez elterjedt a sajtóban is.
A telugu szókincsébe rengeteg idegen szó áramlott a szanszkritból. A nyelvtannak van egy sor sajátossága; így például bizonyos igéknél a szó ellentétes jelentése mintegy be van építve a szóba: ammutadu (eladja) és ammadu (nem adja el). Létezik a nyelvtani nem fogalma, de a nyelvtani nemhez való tartozás attól függ, hogy az adott szó egyes vagy többes számban van-e. (Pl. ellentétben az indo-európai nyelvekkel)
Két nyelvtani nem létezik: egyes számban megkülönböztetik egyrészt a hímnemet másrészt a nőnemet, ez utóbbiba tartoznak a "nem emberi dolgok is", többes számban a hímnem és a nőnem egybe esik, és a "nem emberi dolgok" alkotják a másik nyelvtani nemet.
Sok más indiai nyelvhez hasonlóan a telugunak is saját ábécéje van, a telugu-ábécé. Nagyon hasonlít a kannada írásra és az indiai ábécék családjába tartozik. India, Tibet és Délkelet-Ázsia írásrendszerei más írásrendszereihez hasonlóan ez is a brahmi ábécéből eredeztethető az i. sz. 3. századból és működési elve a hangírás és szótagírás keveréke. Ezen elv neve abugida, azaz minden mássalhangzó betűjéhez eleve tartozik egy magánhangzó, ha más magánhangzó következik utána, azt külön jelölni kell. Más délindiai írásokhoz hasonlóan jellegzetes kerek az íráskép.